# Gloria Gresham
Gloria Gresham (* 1946 in Indianapolis, Indiana) ist eine US-amerikanische Kostümbildnerin.

## Leben
Gloria Gresham besuchte die North Central High School und studierte anschließend an der Indiana University Theater. Nach ihrem Abschluss zog sie nach New York City, wo sie zunächst am Theater arbeitete. 1978 folgte der Umzug nach Los Angeles. Dort startete sie ihre Filmkarriere als Kostümkoordinator beim Musicalfilm The Wiz – Das zauberhafte Land. In ihrer über 20-jährigen Karriere wirkte sie an mehr als 40 Filmen mit.
Bei der Oscarverleihung 1991 wurde sie für ihre Arbeit am Film Avalon für den Oscar in der Kategorie Bestes Kostümdesign nominiert. Den Award erhielt allerdings Franca Squarciapino für Cyrano von Bergerac. 1994 wurde sie mit Last Action Hero für einen Saturn Award nominiert.
2006 wirkte sie mit ihrer Arbeit für Annapolis – Kampf um Anerkennung das letzte Mal an einem Film mit.

## Filmografie (Auswahl)
- 1978: The Wiz – Das zauberhafte Land (The Wiz)
- 1980: Urban Cowboy
- 1982: American Diner
- 1984: Footloose
- 1984: Der Tod kommt zweimal (Body Double)
- 1985: Fletch – Der Troublemaker (Fletch)
- 1988: Midnight Run – Fünf Tage bis Mitternacht (Midnight Run)
- 1988: Twins – Zwillinge (Twins)
- 1989: Harry und Sally (When Harry Met Sally…)
- 1989: Der Rosenkrieg (The War of the Roses)
- 1989: Ghostbusters II
- 1990: Misery
- 1990: Kindergarten Cop
- 1990: Avalon
- 1992: Eine Frage der Ehre (A Few Good Men)
- 1992: Ein Hund namens Beethoven (Beethoven)
- 1993: Last Action Hero
- 1995: Hallo, Mr. President (The American President)
- 1995: Kaffee, Milch und Zucker (Boys on the Side)
- 1996: Das Attentat (Ghosts of Mississippi)
- 1999: Liberty Heights
- 2000: Rules – Sekunden der Entscheidung (Rules of Engagement)
- 2000: The Kid – Image ist alles (Disney's The Kid)
- 2001: Banditen! (Bandits)
- 2003: Die Stunde des Jägers (The Hunted)
- 2006: Annapolis – Kampf um Anerkennung (Annapolis)